# Piove ormai da tre giorni
Piove ormai da tre giorni è un brano musicale del gruppo musicale italiano Modà.
È stato pubblicato il 25 novembre 2016 come il primo singolo estratto dalla riedizione dell'album Passione maledetta, uscita il precedente 9 novembre.

## Video musicale
Il videoclip, diretto da Matteo Alberti e Fabrizio De Matteis, è stato pubblicato in concomitanza con il lancio del singolo sul canale YouTube del gruppo e vede la partecipazione degli attori Marco Palvetti, Patrizia Iorio e Leonardo Ferrari.

## Classifiche
| Classifica (2016)         | Posizione massima |
| ------------------------- | ----------------- |
| Italia (airplay)          | 17                |
| Italia (airplay italiane) | 8                 |